# Pingasa rufifascia
Pingasa rufifascia är en fjärilsart som beskrevs av Louis Beethoven Prout 1930. Pingasa rufifascia ingår i släktet Pingasa och familjen mätare. Inga underarter finns listade i Catalogue of Life.